# Kvalfeltet
Kvalfeltet este o localitate din comuna Ringsaker, provincia Hedmark, Norvegia.